# Index Kewensis
Índex Kewénsis (скорочено IK, англ. Kew Index) — ботанічний номенклатурний довідник, в якому реєструються всі опубліковані ботанічні назви насіннєвих рослин рангом від роду і нижче. Заснований у 1893 році Джозефом Гукером і видається до сьогодні Королівськими ботанічними  садами в К'ю (Англія). 

## Зовнішні посилання
- About the Index Kewensis [Архівовано 29 серпня 2000 у Wayback Machine.](англ.) коротка інформація на сайті International Plant Names Index